# Lafanga
Lafanga – niewielka wyspa położona na Oceanie Spokojnym, w archipelagu Tuvalu, w północno-wschodniej części atolu Nukufetau.